# 국교금지조항
국교금지조항(Establishment Clause of the First Amendment)는 미국 연방 헌법 수정헌법 1조에 명시된, 국가가 국교를 정하는 것을 금지하는 내용을 일컫는다. 영국의 국교인 성공회에 대한 반발로 만든 조항으로, 정부가 국교를 정하거나 특정종교를 차별하거나 우대하는 것을 방지한다. 특정 종교단체를 후원하거나 종교행사를 공공기관에서 행하는 것도 이 조항에 따라 불법이다. 단 오랜 전통의 경우 예외를 두고 있다.

## 참고 문헌
- 이상윤, 『영미법 - 개정판』, 박영사, 2000. (ISBN 89-10-45160-2)